# Magyar Agrár- és Élettudományi Egyetem
A Gödöllő  székhelyű Magyar Agrár- és Élettudományi Egyetem (röviden: MATE) 2021. február 1-jén jött létre a 2000-ben létrehozott, állami Szent István Egyetem alapítványi fenntartásúvá alakításával.

## Története
Az egyetem közvetlen elődje, a Szent István Egyetem (SZIE) a felsőoktatási intézmények integrációs programjának részeként a Gödöllői Agrártudományi Egyetem, az Állatorvostudományi Egyetem, a Kertészeti és Élelmiszeripari Egyetem, a Jászberényi Tanítóképző Főiskola, valamint az Ybl Miklós Műszaki Főiskola szervezeti integrációjával 2000. január 1-jén jött létre.
Az új egyetem struktúrája először 2003-ban módosult, amikor a budai kampusz három kara (volt Kertészeti és Élelmiszeripari Egyetem) kivált, melynek eredményeként 2008 végéig a SZIE hat karral, négy kampuszon működött. 2009. január 1-jei hatállyal a Tessedik Sámuel Főiskola (TSF) Tessedik Sámuel Egyetemi Központ (TEK) néven három karral és egy intézettel beolvadt a SZIE-be. A 2011-es év további intézményi integrációt tett szükségessé: október 1-jével az Alkalmazott Bölcsészeti Kar beolvadt a Pedagógiai Karba, és Alkalmazott Bölcsészeti és Pedagógiai Kar néven szarvasi központtal működött tovább. A Víz- és Környezetgazdálkodási Kar, valamint az Egészségtudományi és Környezet-egészségügyi Intézet pedig a Gazdasági Karba beolvadva Gazdasági, Agrár- és Egészségtudományi Kar néven békéscsabai központtal folytatta tevékenységét. Az Alkalmazott Bölcsészeti és Pedagógiai Kar szarvasi telephelyű Pedagógiai Intézete 2014. augusztus 1-jétől a Gál Ferenc Főiskola Pedagógiai Karaként működött tovább. Fenntartói döntés alapján az Élelmiszertudományi Kar, a Kertészettudományi Kar, valamint a Tájépítészeti és Településtervezési Kar a Budapesti Corvinus Egyetemből kivált, és a Szent István Egyetem szervezetébe olvadt be 2016. január 1. hatállyal.

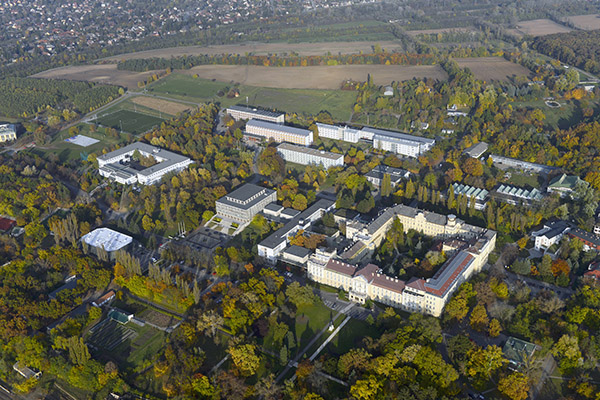
A gödöllői egyetemi negyed

Az Emberi Erőforrások Minisztériumának döntése értelmében és a felsőoktatási struktúra átalakításának lépéseként 2016. július 1-től az Állatorvos-tudományi Kar kivált a Szent István Egyetemből, és ismét önálló egyetemmé alakult, Állatorvostudományi Egyetem néven folytatta tevékenységét, míg az ugyancsak távozó jászberényi Alkalmazott Bölcsészeti és Pedagógiai Kar pedig az egri Eszterházy Károly Egyetem részeként működött tovább. A SZIE Gazdasági, Agrár- és Egészségtudományi Kar gyulai telephelyű Egészségtudományi Intézete 2017. február 1. napjától feladatátadás keretében az egyházi fenntartásban lévő Gál Ferenc Főiskola Egészségtudományi Intézeteként működött tovább. A Szent István Egyetem békéscsabai központú Gazdasági, Agrár- és Egészségtudományi Kara szintén 2017. február elsejétől Agrár- és Gazdaságtudományi Kar néven, szarvasi székhellyel alakult át.
Az Agrár- és Gazdaságtudományi Kar Gazdasági Campusa 2018. február 1-jétől a Gál Ferenc Főiskola szervezetébe olvadt be. A karok feladatrendszere, szervezete és működése az utóbbi évtizedben jelentősen módosult, alkalmazkodva a megváltozott társadalmi és gazdasági környezethez.
2020. augusztus 1-jével az Ybl Miklós Kar Építéstudományi Kar kilépett az egyetem kötelékéből, és az Óbudai Egyetem karaként működik. Csatlakozik a Kaposvári Egyetem: Agrár- és Környezettudományi Kar, Gazdaságtudományi Kar, Pedagógiai Kar, Rippl-Rónai Művészeti Kar, az Eszterházy Károly Egyetem Gyöngyösi Campusa SZIE Károly Róbert Campus néven és a Pannon Egyetem Georgikon Kara. 
További kormányzati döntés értelmében ez az intézmény is alapítványi fenntartású formát vett fel Magyar Agrár- és Élettudományi Egyetem néven 2021. február elsejétől.
Az egyetemet irányító kuratórium tagjai:
- Csányi Sándor bankár, milliárdos, az OTP elnök-vezérigazgatója (elnök),
- Nagy István, agrármérnök, politikus, agrárminiszter,
- Horn Péter, agrármérnök, állatgenetikus, egyetemi tanár, az MTA tagja,
- Bedő Zoltán, agrármérnök, agrobotanikus, növénynemesítő, az MTA tagja és
- Lázár János politikus, miniszter.[5]

## A MATE campusai és intézetei
A Szent István Egyetem korábbi karokra és tanszékekre épülő szervezeti felépítése 2021. február 1-től a MATE campusokra és intézetekre tagolódó struktúrájára változott.
| campus               | intézet                                                     | vezető                       | székhely  | cím                       |
| -------------------- | ----------------------------------------------------------- | ---------------------------- | --------- | ------------------------- |
| Budai Campus         | Budai Campus                                                | Nyitrainé Sárdi Diána        | Budapest  | 1118 Villányi út 29-43.   |
|                      | Élelmiszertudományi és Technológiai Intézet                 | Friedrich László             | "         | "                         |
|                      | Idegennyelvi Intézet                                        | Mohácsi János                | "         | "                         |
|                      | Kertészettudományi Intézet                                  | Helyes Lajos                 | "         | "                         |
|                      | Növényvédelmi Intézet                                       | Palkovics László Armand      | "         | "                         |
|                      | Szőlészeti és Borászati Intézet                             | Nyitrainé Sárdi Diána        | "         | "                         |
|                      | Tájépítészeti, Településtervezési és Díszkertészeti Intézet | Fekete Albert                | "         | "                         |
|                      | Testnevelési és Sport Intézet                               | Kovács Péter                 | "         | "                         |
| Georgikon Campus     | Georgikon Campus                                            | Rózsa László                 | Keszthely | 8360 Deák Ferenc u. 16.   |
| Szent István Campus  | Szent István Campus                                         | Urbányi Béla                 | Gödöllő   | 2100 Páter Károly utca 1. |
|                      | Akvakultúra és Környezetbiztonsági Intézet                  | Urbányi Béla                 | "         | "                         |
|                      | Gazdaságtudományi Intézet                                   | Popp József                  | "         | "                         |
|                      | Genetika és Biotechnológia Intézet                          | Posta Katalin                | "         | "                         |
|                      | Környezettudományi Intézet                                  | Csákiné Michéli Erika        | "         | "                         |
|                      | Matematika és Természettudományi Alapok Intézet             | Székely László               | "         | "                         |
|                      | Műszaki Intézet                                             | Szabó István                 | "         | "                         |
|                      | Növénytermesztési Intézet                                   | Gyuricza Csaba, Kovács Gergő | "         | "                         |
|                      | Üzleti Szabályozás és Információmenedzsment Intézet         | Zéman Zoltán                 | "         | "                         |
|                      | Vadgazdálkodási és Természetvédelmi Intézet                 | Heltai Miklós                | "         | "                         |
| Károly Róbert Campus | Károly Róbert Campus                                        | Bujdosó Zoltán               | Gyöngyös  | 3200 Mátrai út 36.        |
|                      | Fenntartható Fejlesztés és Gazdálkodás Intézet              | Bujdosó Zoltán               | "         | "                         |
| Kaposvári Campus     | Kaposvári Campus                                            | Kovács Melinda               | Kaposvár  | 7400 Guba Sándor u. 40.   |
|                      | Állattenyésztési Tudományok Intézet                         | Nagy István                  | "         | "                         |
|                      | Élettani és Takarmányozástani Intézet                       | Kovács Melinda               | "         | "                         |
|                      | Neveléstudományi Intézet                                    | Józsa Krisztián              | "         | "                         |
|                      | Rippl-Rónai Művészeti Intézet                               | Hatos Pál                    | "         | "                         |

## A jogelőd SZIE felépítése
A Szent István Egyetem 2020. augusztus 1-ig 8 karral működött:
| # | Kar                                     | Dékán                       | Cím                               | Telefonszám      | Weboldal                                |
| - | --------------------------------------- | --------------------------- | --------------------------------- | ---------------- | --------------------------------------- |
| 1 | Élelmiszertudományi Kar                 | Dr. Friedrich László Ferenc | 1118 Budapest, Villányi út 29-43. | +36(1)482-6040   | Élelmiszertudományi Kar                 |
| 2 | Kertészettudományi Kar                  | Nyitrainé Sárdi Diána       | 1118 Budapest Villányi út 29-43.  | +36 (1) 305 7298 | Kertészettudományi Kar                  |
| 3 | Tájépítészeti és Településtervezési Kar | Fekete Albert               | 1118 Budapest, Villányi út 29-43. | +36 (1) 305 7291 | Tájépítészeti és Településtervezési Kar |
| 4 | Gépészmérnöki Kar                       | Dr. Kátai László            | 2100 Gödöllő, Páter Károly u. 1.  | +36 (28) 522-025 | Gépészmérnöki Kar                       |
| 5 | Gazdaság- és Társadalomtudományi Kar    | Dr. Káposzta József         | 2100 Gödöllő, Páter Károly u. 1.  | +36 (28) 522-090 | Gazdaság- és Társadalomtudományi Kar    |
| 6 | Agrár- és Gazdaságtudományi Kar         | Dr. Futó Zoltán             | 5540 Szarvas, Szabadság út 1-3.   | +36 (66) 313 311 | Agrár- és Gazdaságtudományi Kar         |
| 7 | Mezőgazdaság- és Környezettudományi Kar | Dr. Urbányi Béla            | 2100 Gödöllő, Páter Károly u. 1.  | +36 (28) 522-000 | Mezőgazdaság- és Környezettudományi Kar |
| 8 | Ybl Miklós Építéstudományi Kar          | Markó Balázs DLA            | 1146 Budapest, Thököly út 74.     | +36 (1) 252-1270 | Építéstudományi Kar                     |

## Hallgatói szervezetek

### Egyetemi Hallgatói Önkormányzat
Az Egyetemi Hallgatói Önkormányzat legitim működését az EHÖK Küldöttgyűlése által elfogadott és az Egyetem Szenátusa által jóváhagyott Alapszabály biztosítja.
Az EHÖK döntéshozó szerve a Küldöttgyűlése, mely a következő módon épül fel. Tagjai a Kari Hallgatói Önkormányzatok elnökei, az alelnök illetve az elnök. A Küldöttgyűlés általában 3 hetente, de legfeljebb havonta ülésezik.
Az elnök munkáját segíti egy operatív csoport, az Elnökség, melynek tagjait az elnök nevezi ki. Az Elnökségi Tagok mindegyike saját feladatkörrel rendelkezik, a rábízott feladatok ellátásáért felelős. Az elnökségi munkacsoportok a következők: kommunikáció, külügy, sport és kultúra.
Az EHÖK feladata az Egyetemen működő Kari Hallgatói Önkormányzatok munkájának koordinálása, illetve az Egyetem hallgatóinak legmagasabb szintű képviselete. Cél, hogy a hallgatók megkapjanak minden fontos információt, ami a hallgatói élettel kapcsolatos, illetve a minél nagyon elégedettség elérése mind hallgatói, mind intézményi oldalról (kommunikáció és visszacsatolás). Az Egyetemi Szenátus hallgatói tagjait is az Egyetemi Hallgatói Önkormányzat delegálja.
A Magyar Agrár- és Élettudományi Egyetem az EHÖK révén tagja a Hallgatói Önkormányzatok Országos Konferenciájának, mely a Hallgatói Önkormányzatokat összefogó országos ernyőszervezet. (Hallgatóság ⇒⇐ Kari HÖK⇒⇐EHÖK ⇒⇐ HÖOK)
Az EHÖK által vagy közreműködésével szervezett rendezvények: gólyabál, Valéta bál, városi hajsza, egyetemi napok, sport napok, várossal való együttműködés sport, kultúra és ifjúsági témakörben. A szervezet számára fontos a társadalmi felelősség vállalás, jótékonysági eseményekben is részt vesz: kórházfestés, szemétszedés, valamint társadalmi felzárkóztató program kapcsán adománygyűjtés.

### ESN Gödöllő
Az Erasmus Student Network az egyik legnagyobb hallgatói szervezet Európában. 424 felsőoktatási intézményben és 34 országban jelen, Magyarországon is, köztük a Magyar Agrár- és Élettudományi Egyetemen. Az ESN MATE célja, hogy segítse az egyetemre érkező erasmusos hallgatók beilleszkedését, megismertesse velük a Magyarországot és embereket, valamint hogy élményekben gazdag időt töltsenek itt. Erre a szervezet egy Mentor rendszert foglalkoztat magyar hallgatókból, akik szívesen segítenek a külföldiekkel való kapcsolat erősítésében.

### AIESEC Gödöllő
Az AIESEC egy nemzetközi szervezet fiatalok számára, amely lehetőséget ad a világ számos országában tanuló felsőoktatási hallgatóknak, hogy felfedezzék és fejlesszék a bennük rejlő képességeket, készségeket, találkozzanak egymással, a gazdaságot és a társadalmat fejlesztő projekteket futtassanak. Eközben közös céljuk, hogy az így megszerzett tapasztalatokat, ismereteket és kapcsolatokat révén a jövőben felelős vezetőkké váljanak.

## Látnivalók, nevezetességek

### Műemlékek az egyetem területén

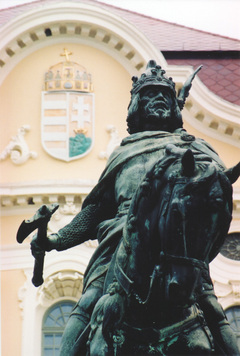
Kálmán herceg szobra a Magyar Agrár- és Élettudományi Egyetem előtt

A Mag Apotheozisa az egyetem aulájában található dombormű, Amerigo Tot munkája. Az alkotás 150 m² nagyságú, 22 tonna súlyú, melynek  első tervei 1971-ben készültek el.  A művet 1983. szeptember 5-én adták  át.
Kálmán herceg szobra egy bronzból készült lovas szobor, mely Róna József alkotása, 1931. szeptember 27-én állították fel a premontrei rendház (jelenleg a Magyar Agrár- és Élettudományi Egyetem főépülete) előtt. Kálmán herceg (1208-1241) a Jászói Monostort bőkezűen támogatta, birtokokat adott számukra. A Jászói monostor jogutóda Trianon után a gödöllői Perjelség lett. A gödöllői rendház létrehozása is részben a Kálmán hercegtől kapott birtokok jövedelméből vált lehetségessé. Erre emlékezve állították Kálmán herceg szobrát  a premontreiek.

### Botanikus kert
Az egyetem Mezőgazdaság és Környezettudományi Karának botanikus kertje több, mint 50 éves múltra tekint vissza és mintegy 1200 növényfajnak ad otthont. A kertet 1959-ben kezdték el kiépíteni Hortobágyi Tibor, Koltay Albert és Précsényi István tervei alapján, az Agrártudományi Egyetem és a Földművelésügyi Minisztérium anyagi támogatásával. A kert elsődleges célja az egyetemi növénytani oktatás gyakorlati megalapozása, segítése volt. A kert teljes kiépítése 3 évig tartott.
2009 és 2010 között a botanikus kertben jelentős fejlesztések és rekonstrukciók történtek. A botanikus kert 2008 óta Gödöllő város helyi védettségű természetvédelmi területe.

### Mezőgazdasági Eszköz és Gépfejlődéstörténeti Szakmúzeum
Az 1987-ben alapított Mezőgazdasági Eszköz és Gépfejlődéstörténeti Szakmúzeum restaurált mezőgazdasági eszközöket, működőképes technikatörténeti kuriózumokat és a mezőgazdasági termelés fejlődésének teljes technikatörténetét mutatja be. A múzeum Gödöllőn található, a 6000 m²-es alapterületen fekvő gyűjtemény több, mint 2000 darabos és a legtöbb eszköz még működőképes. Az épületet Tihanyi Judit belsőépítész és Halmos György vezető építész tervezte, munkájukért a tervezők 1990. március 15-én Ybl Miklós-díjban részesültek.
A jelenleg megtekinthető 6 állandó kiállítás a következő: 
1. Az élelemszerzés története két és félmillió éven át
2. Mezőgazdasági eszközök, gépek kialakulása, fejlődése
3. Működő modellek és makettek bemutatója
4. A gőzgép alkalmazása a mezőgazdaságban
5. Szél- és vízi energia a termelés szolgálatában
6. Technikatörténeti összefoglaló kiállítás

### Kosáry Domokos Könyvtár és Levéltár
A szakkönyvtár a tudományterület kiemelkedő nyilvános, tudományos közgyűjteménye Magyarországon. A gyűjtemény fejlesztését Tolnay Sándor kezdte meg, a szakrendszer kidolgozója Nádaskay Béla volt, a katalógust pedig Magyary-Kossa Gyula állította össze. A könyvtárban 140 olvasói hely, egy oktatólabor 10 számítógéppel, és további 6 számítógép fogadja a használókat, valamint a csoportos tanulás segítésére egy csoportszoba is a hallgatók rendelkezésére áll.

## A világ egyetemeinek és a magyarországi egyetemek rangsorában
|    | 2021     | 2022     | 2023     |
| -- | -------- | -------- | -------- |
| QS | 801-1000 | 801-1000 | 801-1000 |